# Janez Kardelj (slikar)
Janez Kardelj, slovenski akademski slikar, * 1964, Ljubljana.
Diplomiral je na Akademiji za likovno umetnost v Ljubljani in se izoblikoval kot samosvoja umetniška osebnost, njegov slikarski slog se kaže v raznoliki postmoderni figuralnosti, s katero pogosto pripoveduje ali napoveduje sociološko ali filozofsko tematiko. Njegov opus obsega precejšnje število slik v mešanih tehnikah na platnu, ki jih predstavlja predvsem v slovenskih galerijah. Svoje misli o sodobni umetnosti je leta 2015 strnil v spisu Blišč in beda kaprealizma in socrealizma: primerjava obeh kulturno-umetnostnih konceptov in njun vpliv na sodobno nemoč umetniškega predmeta. Kot trobentač je član skupine z več desetletno tradicijo, imenovane »Ni važn'« - ki poustvarja zimzelene rock'n roll skladbe.
Je sin slovenske igralke Ive Zupančič in pesnika Boruta Kardelja.